# FV433艾伯特自行火炮
FV 433自行火炮，由英國维克斯造船与工程公司研制的自行榴弹炮。

## 歷史
二十世纪五十年代英国急需一款取代二战时期使用的M7牧师和司事式的自行火炮，使用了当时的FV430装甲平台上研发此款自行火炮以节约时间和成本。从1964年开始量产第1辆到退役时共生产166辆。后被AS-90自行火炮取代。

## 使用国
- 英国
- 印度 80辆[1]

### 书籍
- The Abbot Self-propelled Gun, Interavia International Defense Review, No 12/1965
- User Handbook for Gun, SP, 105mm Fd, Abbot (FV433), Army Code 14311, 1965